# Cystococcus pomiformis
Cystococcus pomiformis är en insektsart som först beskrevs av Walter Wilson Froggatt 1893.  Cystococcus pomiformis ingår i släktet Cystococcus och familjen filtsköldlöss. Inga underarter finns listade i Catalogue of Life.